# Соколарство
Соколарството е древно ловно изкуство, датиращо от преди близо 10 – 12 000 години (т.е. 100 – 120 века). Това е един от първите опити на човека за култивиране на диво животно, след опитомяването на вълка, кравата, овцата и котката. 

## Характеристика
Соколарство или лов със соколи, представлява лов или опит за улавяне на дивеч с помощта на обучена граблива птица. Ловува се голямо разнообразие от дивеч. От пеперуди и червейчета до сърни, а в по-ранни години (според Муравеев и Николай Пржевалски) Кублай Хан, съпровождан от своите велможи и прислуги, общо около 10 000 на брой, са ловували диви магарета, муфлони, козирози, сърни, елени и диви прасета. Соколарството се практикува като лов и спорт в световен мащаб. Видовете, които се използват за обучение, са най-различни, но основно се използват няколко. Заедно с някои от своите подвидове, това са:
- северният сокол, ловният сокол, прерийният сокол, соколът скитник, далматинския сокол, малкият сокол (чучулигар),
- големият ястреб (кокошкар), малкият ястреб (врабчар),
- скалният орел.

## История
Според хрониките на Симон Кезай, които се отнасят към 1282 година, синовете на Чингиз Хан, Джагатай и Октай, били страстни привърженици на лова със соколи. От местата за ловуване изпращали за град Самарканд всяка седмица по 50 камили натоварени с лебеди. Там те се раздавали на хората за храна. Ловът на чапли в Европа през средновековието е бил често срещан и е бил приоритет само на благородниците. Този крайно ефектен и дълбоко емоционален стил на лов, е бил като своего рода тест, защото само високо обучени соколи са можели да се справят с този достоен за уважение противник, какъвто е голямата чапла. Доста по-късно ловът на чапли е бил забранен.

### Геракар
Според Виргинската грамота на цар Константин Тих Асен геракарят е царски соколар, който изпълнява държавна длъжност да събирал соколи за царския лов във Второто българско царство.

### Доганджии
Доганджиите (туганджии, шаинджии, соколари, на турски: čakyrdži) са категория рая в Османската империя, която се ползва със специален статут. Те отглеждат и опитомяват за султанския двор соколи и ястреби за лов. Българските земи са били основен доставчик на соколи (ястреби и орли) за задоволяване на нуждите от обучени хищни птици на аристокрацията в Османската империя.

## Съвременна оценка
Ловът с хищна птица е най-екологичният вид лов. Човекът остава наблюдател на естествените процеси в природата, с тази разлика, че той е този, който обучава птицата как да ловува и на какво. Соколарите, благодарение на своите познания, възстановяват в природата редки и застрашени видове, като соколът скитник, калифорнийският кондор, мавританският керкенез, прерийният сокол и мн. др.
Соколарството е разработило ефективни методи за оказване на помощ на ранени, болни или нелетящи Редица соколари са и собственици или управители на центрове по рехабилитация на хищни птици. На Запад, във всички зоопаркове, зоокътове или места, където освен многото други животни има и хищни птици, са назначени соколари, които се грижат за благосъстоянието им.